# Bruno Durdov
Bruno Durdov (* 11. Dezember 2007 in Split) ist ein kroatischer Fußballspieler.
Er spielt auf der Position des rechten Außenstürmers und steht bei Hajduk Split unter Vertrag. Zudem ist Durdov auch kroatischer U-Nationalspieler.

## Karriere

### Verein
Bruno Durdov genoss seine Ausbildung in der Fußballakademie von Hajduk Split und gab am 5. Mai 2024 im Alter von 16 Jahren sein Profidebüt, als er bei der 0:1-Niederlage im Erstligaspiel gegen NK Varaždin in der 82. Minute für Yassine Benrahou eingewechselt wurde.

### Nationalmannschaft
Bruno Durdov hatte in den Altersklassen U15, U17, U18 und U19 für die Nachwuchsnationalmannschaften von Kroatien gespielt.